# 巴靈頓 (伊利諾伊州)
巴靈頓（英語：Barrington）是位於美國伊利諾伊州庫克縣和萊克縣的一個村落。

## 地理
巴靈頓的座標為42°09′13″N 88°07′55″W / 42.15361°N 88.13194°W，而該地最高點為海拔高度257米（即843英尺）。

## 人口
根據2010年美國人口普查的數據，巴靈頓的面積為12.43平方千米，當中陸地面積為11.95平方千米，而水域面積為0.48平方千米。當地共有人口10327人，而人口密度為每平方千米830人。